# Amphiesma frenatum
Amphiesma frenatum е вид влечуго от семейство Смокообразни (Colubridae).

## Разпространение
Видът е разпространен в Малайзия (Саравак).